# Michel Auclair
Michel Auclair, född Vladimir Vujovic den 14 september 1922 i Koblenz i dåvarande Weimarrepubliken, död 7 januari 1988 i Fayence i Frankrike, var en fransk skådespelare. Auclair växte upp med en serbisk far och en fransk mor. 

## Filmografi (urval)
- 1946 – Flickan och odjuret
- 1949 – Singoalla
- 1950 – Terras fönster nr 4
- 1950 – Rättvisa har skipats
- 1957 – Kär i Paris
- 1963 – Hemligt uppdrag i Marseille
- 1973 – Schakalen
- 1981 – En gång snut alltid snut